# Liste der Kulturdenkmale in Wangels
In der Liste der Kulturdenkmale in Wangels sind alle Kulturdenkmale der schleswig-holsteinischen Gemeinde Wangels (Kreis Ostholstein) und ihrer Ortsteile aufgelistet (Stand: 30. Juni 2025).

## Legende
In den Spalten befinden sich folgende Informationen:
- Objekt-ID: die Nummer des Kulturdenkmales
- Lage: die Adresse des Kulturdenkmales und die geographischen Koordinaten. Kartenansicht, um Koordinaten zu setzen. In der Kartenansicht sind Kulturdenkmale ohne Koordinaten mit einem roten Marker dargestellt und können in der Karte gesetzt werden. Kulturdenkmale ohne Bild sind mit einem blauen Marker gekennzeichnet, Kulturdenkmale mit Bild mit einem grünen Marker.
- Offizielle Bezeichnung: Bezeichnung des Kulturdenkmales
- Beschreibung: die Beschreibung des Kulturdenkmales
- Bild: ein Bild des Kulturdenkmales

## Sachgesamtheiten
| Objekt-ID      | Lage                                                               | Offizielle Bezeichnung                      | Beschreibung | Bild                             |
| -------------- | ------------------------------------------------------------------ | ------------------------------------------- | --- | -------------------------------- |
| 40784 Wikidata | Am Kirchberg, Lütjenburger Straße 4 (54° 15′ 25″ N, 10° 45′ 14″ O) | Christuskirche                              | Aktualisierung vorgesehen - Begründung: geschichtlich, künstlerisch, städtebaulich, Kulturlandschaft prägend - Schutzumfang: Christuskirche mit Ausstattung, Kirchhof, historische Grabmale, Lindenkranz, Feldsteinwall, Kirchhofspforte (Am Kirchberg); Pastorat (Lütjenburger Straße 4) | weitere Fotos \| Fotos hochladen |
| 40785 Wikidata | An der Kirche 2, 2 (54° 17′ 17″ N, 10° 48′ 19″ O)                  | Kirche Hohenstein                           | Aktualisierung vorgesehen - Begründung: geschichtlich, künstlerisch, städtebaulich, Kulturlandschaft prägend - Schutzumfang: Kirche mit Ausstattung, Mausoleum v. Reventlow, Kirchhof, Grabmale bis 1870, Lindenkranz | Fotos hochladen                  |
| 20645 Wikidata | Brök 1, Brökweide (54° 18′ 32″ N, 10° 47′ 19″ O)                   | Ehemalige Gastwirtschaft Weissenhäuser Brök | ehem. Gastwirtschaft; 1878, später erweitert, Bauherr Carl Reichsgraf von Platen Hallermund; im Kern zwei eingeschossige Satteldachbauten: Haupthaus mit Gastwirtschaft und Wohnung, kombiniertes Wohn- und Wirtschaftsgebäude mit Stall und Kutscherwohnung, 1914/15 durch die beträchtliche Erweiterung des Wohnhauses zu dreiflügeliger Hofanlage umgestaltet, markantes Ensemble aus reetgedeckten Backsteinbauten - Begründung: geschichtlich, Kulturlandschaft prägend - Schutzumfang: Wohnhaus mit Erweiterung, Wohn- und Wirtschaftsgebäude (Brök 1); Nebengebäude (Brökweide) | BW                               |

## Gründenkmale
| Objekt-ID      | Lage                                             | Offizielle Bezeichnung                                    | Beschreibung | Bild            |
| -------------- | ------------------------------------------------ | --------------------------------------------------------- | --- | --------------- |
| 21230 Wikidata | Am Kirchberg (54° 15′ 27″ N, 10° 45′ 13″ O)      | Kirchhof                                                  | Alteintragung (Aktualisierung vorgesehen) - Begründung: geschichtlich, Kulturlandschaft prägend - Schutzumfang: Kirchhof, historische Grabmale, Lindenkranz, Feldsteinwall, Kirchhofspforte - Denkmaltyp: Gründenkmal, Sachgesamtheit: Christuskirche                                                                                        | BW              |
| 12363 Wikidata | An der Kirche 2 (54° 15′ 24″ N, 10° 45′ 13″ O)   | Kirchhof                                                  | Alteintragung (Aktualisierung vorgesehen) - Begründung: geschichtlich, Kulturlandschaft prägend - Schutzumfang: Kirchhof, Grabmale bis 1870, Lindenkranz - Denkmaltyp: Gründenkmal, Sachgesamtheit: Kirche Hohenstein | BW              |
| 997 Wikidata   | Gut Ehlerstorf (54° 17′ 20″ N, 10° 49′ 58″ O)    | Gut Ehlerstorf: Zufahrtsallee                             | Die Zufahrt ist von Linden und Kastanien gesäumt. Alteintragung (Aktualisierung vorgesehen) - Begründung: geschichtlich, Kulturlandschaft prägend - Schutzumfang: gesamtes Objekt - Denkmaltyp: Gründenkmal | BW              |
| 20676 Wikidata | Gut Farve (54° 17′ 8″ N, 10° 47′ 48″ O)          | Gut Farve: Lindendoppelallee im Garten                    | Alteintragung (Aktualisierung vorgesehen) - Begründung: geschichtlich, Kulturlandschaft prägend - Schutzumfang: gesamtes Objekt - Denkmaltyp: Gründenkmal | Fotos hochladen |
| 13107 Wikidata | Gut Friederikenhof (54° 18′ 5″ N, 10° 44′ 15″ O) | Hofplatz mit Baumreihen                                   | Alteintragung (Aktualisierung vorgesehen) - Begründung: geschichtlich, Kulturlandschaft prägend - Schutzumfang: gesamtes Objekt - Denkmaltyp: Gründenkmal | BW              |
| 12324 Wikidata | Gut Meischenstorf (54° 15′ 6″ N, 10° 48′ 22″ O)  | Gut Meischenstorf: Gutspark                               | Alteintragung (Aktualisierung vorgesehen) - Begründung: geschichtlich, wissenschaftlich, Kulturlandschaft prägend - Schutzumfang: Gut Meischenstorf: Gutspark, östliche Holzbrücke, westliche Holzbrücke, Gartentor, Teich mit Insel, Lindenrondell, Burggrabenrest, nördlicher Teich - Denkmaltyp: Gründenkmal                              | BW              |
| 1006 Wikidata  | Ortsteil Testorf (54° 15′ 0″ N, 10° 46′ 31″ O)   | Gut Testorf: englische Parkanlage nördl. des Herrenhauses | Die Anlage entstand in den 1870er Jahren. Alteintragung (Aktualisierung vorgesehen) - Begründung: geschichtlich, Kulturlandschaft prägend - Schutzumfang: gesamtes Objekt - Denkmaltyp: Gründenkmal | BW              |
| 975 Wikidata   | Ortsteil Testorf (54° 14′ 49″ N, 10° 46′ 29″ O)  | Gut Testorf: Barockgarten                                 | Der Barockgarten entstand Mitte des 18. Jahrhunderts. Es ist ein Garten nach holländischer Art. Im Garten befinden sich zwei Teiche. Alteintragung (Aktualisierung vorgesehen) - Begründung: geschichtlich, künstlerisch, Kulturlandschaft prägend - Schutzumfang: Gut Testorf: Barockgarten, zwei barocke Bassins - Denkmaltyp: Gründenkmal | BW              |
| 12465 Wikidata | Schlossallee 7 (54° 18′ 13″ N, 10° 45′ 41″ O)    | Gut Weissenhaus: Landschaftspark mit Gehölzbestand        | Alteintragung (Aktualisierung vorgesehen) - Begründung: geschichtlich, künstlerisch, Kulturlandschaft prägend - Schutzumfang: gesamtes Objekt - Denkmaltyp: Gründenkmal | Fotos hochladen |
| 984 Wikidata   | Schlossallee 7 (54° 18′ 15″ N, 10° 46′ 3″ O)     | Gut Weissenhaus: Gartenallee (Linden)                     | Alteintragung (Aktualisierung vorgesehen) - Begründung: geschichtlich, Kulturlandschaft prägend - Schutzumfang: gesamtes Objekt - Denkmaltyp: Gründenkmal | BW              |

## Ehemalige Kulturdenkmale
| Objekt-ID      | Lage                                         | Offizielle Bezeichnung    | Beschreibung | Bild |
| -------------- | -------------------------------------------- | ------------------------- | ------------ | ---- |
| 27245 Wikidata | Schlossallee 7 (54° 18′ 11″ N, 10° 46′ 0″ O) | Gut Weissenhaus: Hofteich | ehemalig     | BW   |

## Quelle
- Liste der Kulturdenkmale in Schleswig-Holstein – Kreis Ostholstein (PDF)